# Молодіжна збірна Філіппін з хокею із шайбою
Молодіжна збірна Філіппін з хокею із шайбою — національна молодіжна чоловіча збірна команда Філіппін, складена з гравців віком не більше 20 років, яка представляє країну на міжнародних змаганнях з хокею. Функціонування команди забезпечується Федерацією хокею Філіппін, яка є членом ІІХФ.

## Історія
Молодіжна збірна Філіппін дебютувала на турнірі Кубка виклику Азії 2018 року, в столиці Малайзії Куала-Лумпур. Філіппінці посіли четверте підсумкове місце серед п'яти учасників, записавши до свого акативу перемогу над збірною Індії. Філіппінський гравець Бенджамін Хорхе став найкращим захисником турніру, також він виграв гонку бомбардирів маючи в активі десять очок (6+4).
Наступного року збірна Філіппін фінішувала третьою серед чотирьох учасників випередивши цього разу збірну ОАЕ.
На останньому турнірі 2022 року, філіппінці фінішували шостими.
Жодного разу збірна Філіппін не брала участі в молодіжних чемпіонатах світу.

## Результати на Азійському Кубку Виклику
- 2018 – 4-е місце
- 2019 – 3-є місце
- 2022 – 6-е місце